# 北愛爾蘭司法院
北愛爾蘭司法院（英語：Court of Judicature of Northern Ireland）由《1978年司法院（北愛爾蘭）法令》組織，是由北愛爾蘭各高級法院組成的集體機構，由以下法院組成：
- 北愛爾蘭上訴法院（Court of Appeal in Northern Ireland）[3]
- 北愛爾蘭高等法院（High Court of Justice in Northern Ireland）[3]
- 皇室法庭（Crown Court）

在2009年10月1日之前，司法院的正式名稱為最高司法院（Supreme Court of Judicature）。2009年10月1日，當《2005年憲制改革法令》關於設立英國最高法院（Supreme Court of the United Kingdom）的條文生效時，最高司法院的名稱刪去「最高」（Supreme）一詞。